# Ny Hammersholt
Ny Hammersholt er en lille by i Nordsjælland med 1.266 indbyggere  (2024), beliggende mellem Lillerød og Hillerød, i Nørre Herlev Sogn. Byen ligger i Hillerød Kommune og hører til Region Hovedstaden. Byen er en af de mange i umiddelbar nærhed af Hillerød, som ikke har selvstændigt postnummer.
Byens officielle navn er Ny Hammersholt, og det sydlige kvarter i byen hedder Lille Sverige. Navnet "Lille Sverige" menes at stamme fra slutningen af 1800-tallet, hvor en hel del svenske sæsonarbejdere boede i området, for om sommeren at arbejde på teglværket i Hammersholt. Værket ligger i Hammersholt vest for jernbanen mellem Hillerød og København (syd for Brødeskovvej), mens Ny Hammersholt ligger øst for. Forsamlingshuset i Hammersholt fungerer også for Ny Hammersholt og er stemmested ved valghandlinger. Ved kommunegrænsen mellem Hillerød og Allerød bliver Hammersholt til Børstingerød.
Gl. Frederiksborgvej, som er den gamle landevej mellem København og Hillerød, løber igennem byen. På vestsiden af vejen ligger Hillerød Golfklub med tilhørende restaurent Nysøgaard og øst for vejen ligger Nyvang, en del af Store Dyrehave. , og især Sortedam, Rågårdsmose og Karens Bøg ligger lokalt. Der kan parkeres helt mod syd i byen, på Nyvangssiden. Byen indeholder to store bofællesskaber: Lerbjerglod og Sættedammen. Sidstnævnte er verdens ældste bofællesskab.

## Lokalaviser
Området dækkes af primært Hillerødposten, men også Allerød lokalavis og reklamer sendes til byen, da et stort antal pendlere skal fra Hillerødmotorvejen og igennem Allerød for at komme til byen. Endvidere udgives Brødeskov Borgeravis.

## Trafik
Byen betjenes af buslinje 337, der kører mellem Hillerød st. og Farum st. Sommeren 2014 blev cykelsti ad Gl. Frederiksborgvej til kommunegrænsen til Allerød etableret, efter at Nr. Herlev - Hillerød er etableret. Fra Ny Hammersholt til Nr. Herlev har der været cykelsti siden 1996. Der var længe planer om at etablere et supersygehus samt S-togs station nær ved Brødeskovvej, men dette vil nu blive gjort ved Overdrevsvejen, hvorfra der også er forbindelse med banen mod Brødeskov og videre til Frederiksværk / Hundested. Stationen forventes aktiv i 2020.

## Skoler
Områdets folkeskole er Hanebjerg Skole (0-9 klasse), tidligere Brødeskov Skole og Nr. Herlev Skole (da 0-7 klasse). Derudover findes Hillerød Lille Skole, som er en privatskole. Eleverne fortsætter ofte på Frederiksborg Gymnasium og HF i selve Hillerød.